# 贺家湖
贺家湖是一个位于中国浙江省绍兴县的湖泊，面积约为2.7平方千米，平均水深约为1米。